# Nikólaosz Zlatánosz
Nikólaosz Zlatánosz, görögül: Νικόλαος Ζλατάνος (Szaloniki, 1934 – ?, 2019. szeptember 21.) görög nemzetközi labdarúgó-játékvezető.

## Pályafutása

### Nemzetközi játékvezetés
A Görög labdarúgó-szövetség Játékvezető Bizottsága (JB) 1969-ben terjesztette fel nemzetközi játékvezetőnek, a Nemzetközi Labdarúgó-szövetség (FIFA) bíróinak keretébe. Több nemzetek közötti válogatott és klubmérkőzést vezetett. A görög nemzetközi játékvezetők rangsorában, a világbajnokság-Európa-bajnokság sorrendjében többedmagával az 5. helyet foglalja el 4 találkozó szolgálatával.

#### Világbajnokság
Három világbajnokság selejtezőinél működött közre játékvezetőként (1974, 1978, 1982).
| Időpont           | Helyszín                       | Mérkőzés típusa           | Mérkőzés             | Eredmény | Nézők száma |
| ----------------- | ------------------------------ | ------------------------- | -------------------- | -------- | ----------- |
| 1972. december 8. | Nemzeti Stadion, Kairó         | afrikai(CAF) zóna         | Egyiptom–Tunézia     | 2 : 1    |             |
| 1977. június 1.   | Vaszil Levszki Stadion, Szófia | előselejtező (5. csoport) | Bulgária–Írország    | 2 : 1    | 35 214      |
| 1981. május 27.   | Tehelne Stadion, Pozsony       | előselejtező (3. csoport) | Csehszlovákia–Izland | 6 : 1    | 21 756      |

#### Európa-bajnokság
Az európai-labdarúgó torna döntőjéhez vezető úton Jugoszláviába az V., az 1976-os labdarúgó-Európa-bajnokságra az UEFA JB játékvezetőként foglalkoztatta.
| Időpont         | Helyszín                       | Mérkőzés típusa           | Mérkőzés      | Eredmény | Nézők száma |
| --------------- | ------------------------------ | ------------------------- | ------------- | -------- | ----------- |
| 1975. május 11. | Augusztus 23 Stadion, Bukarest | előselejtező (4. csoport) | Románia–Dánia | 6 : 1    | 61 000      |